# Bruno Moreels
Bruno Moreels is een personage uit de Vlaamse soap Thuis. Bruno, gespeeld door Aron Wade, maakte van 2009 tot 2010 deel uit van de serie.

## Biografie
Bruno is de broer van Kris. Bruno heeft het fragiele-X-syndroom en verblijft daardoor in het verzorgingscentrum Het Berkenhof. Regelmatig steekt hij iets uit waardoor Kris de werf moet verlaten. Bruno komt ook regelmatig bij Kris & Mo, waarmee hij het bovendien uitstekend kan vinden.
Ondanks zijn handicap helpt Bruno af en toe mee bij Sanitechniek, zeer tegen de zin van Luc. Hij bracht het bedrijf al in de problemen door in de chappe te stappen die nog nat was, waardoor heel de vloer vol voetafdrukken lag. Aangezien Bruno niet ingeschreven was bij Sanitechniek, kon de verzekering niet tussenkomen (ook al nam Franky de schuld op zich wanneer de verzekeringsagent langskwam). Bruno viel uiteindelijk dronken in een open liftkoker, waardoor hij overleed.